# Tiphaine Lagarde
Pour les articles homonymes, voir Lagarde.
Tiphaine Lagarde, née le 16 juillet 1982, en France, à Verdun (Meuse), est une juriste française, militante pour la promotion et la défense des droits des animaux et activiste antispéciste. Elle est cofondatrice et coprésidente de l'association 269 Libération animale.

## Biographie
Tiphaine Lagarde naît à Verdun (département de la Meuse), en France, le 16 juillet 1982. Elle grandit à Jarny, en Lorraine, auprès d'une mère comptable et d'un père concessionnaire automobile,. Végétarienne depuis l'âge de quinze ans, elle obtient son baccalauréat puis poursuit des études de droit à l'université Jean Moulin de Lyon, au cours desquelles elle devient notaire, puis entame une thèse dont le sujet est "droits de propriété et animaux". En 2014, elle obtient un poste d'attaché temporaire d'enseignement et de recherche, au sein de l'université Jean Moulin,.
Petit à petit, à côté de sa formation universitaire, elle développe une activité militante en faveur de la protection des animaux, d'abord en rejoignant l'association L214, puis en intégrant 269 Life France, un groupe d'activistes qu'elle juge davantage tourné vers l'action de terrain que L214. Lors de l'année 2016, à Lyon, résolue à faire aboutir son projet de libération animale par l'action directe et la désobéissance civile, elle cofonde 269 Libération animale,,.

## Militantisme

### Méthodes et revendications
Dans son discours, diffusé dans les médias, Tiphaine Lagarde n'hésite pas à mettre sur le même plan l'abattage des animaux et l'holocauste des Juifs perpétré par le régime nazi, le racisme ou l'esclavage et la domination des humains sur le reste du règne animal, en s'appuyant particulièrement sur les idées issues du livre "Un éternel Treblinka",. Elle est néanmoins revenue sur ces analogies par la suite, en les décrivant comme inadaptées et contre-productives. Le mouvement antispéciste qu'elle copréside se distingue du véganisme, notamment par l'affirmation politique de l'extension à tous les animaux du principe d'égalité en droit.
La désobéissance civile et l'action directe sont les moyens qu'elle privilégie dans sa stratégie d'action politique pour défendre la cause animale,,. Son association recherche donc une « confrontation ouverte et violente » avec les industries qui exploitent les animaux. Les actions directes auxquelles elle prend part incluent des manifestations de rue visant à choquer l'opinion et la pratique du sauvetage à visage découvert, qui consiste à entrer clandestinement dans les élevages pour en sortir des animaux avant qu'ils ne soient envoyés à l'abattoir ; les animaux ainsi « libérés » sont installés dans un refuge entretenu par l'association,. Elle compare la situation des animaux sauvés lors de ces opérations, ensuite envoyés dans des sanctuaires, à la situation des réfugiés humains.
Elle organise et participe régulièrement à des actions dans les abattoirs pour dénoncer la mise à mort des animaux,,.
Bien que son association ne pratique pas de sabotage et de bris de vitrines, Tiphaine Lagarde ne condamne pas ces actions, estimant que la violence de ces dernières est négligeable devant la violence subie par les animaux.
Elle critique les associations véganes, en particulier L214, dont elle craint la récupération par des industries qu'elle juge spécistes. Elle reconnait néanmoins l'utilité d'avoir pu obtenir des vidéos provenant des abattoirs.
Son approche est également divergente des principales autres personnalités de la cause animale à travers sa vision de la lutte, la voyant d'un point de vue territorial. Elle estime ainsi qu'il faut redonner du territoire aux animaux, nécessaire à leur liberté, quitte à renoncer aux animaux domestiques,.

### Condamnations
En 2017, Tiphaine Lagarde est condamnée, avec Ceylan Cirik, à trois mois de prison avec sursis, pour avoir bloqué l'abattoir de Palmid’Or à Trambly,. La même année, le 15 juin, elle est condamnée à 1 000 € d'amende pour le blocage de l'abattoir Bigard de Cuiseaux, un fait qu'elle reconnaît et revendique. En septembre 2017, la militante antispéciste cumule sept poursuites judiciaires à son encontre. Le 17 mars 2020, elle est condamnée à six mois de prison avec sursis par le tribunal de Neufchâteau (Belgique) devant lequel elle ne se présente pas à l'audience. Le 13 janvier 2022, Tiphaine Lagarde est condamnée à mille euros d'amende avec sursis, pour diffamation envers l'interprofession de la viande Interbev, pour des propos tenus lors d'une manifestation en octobre 2016.